# Hellekis cementfabrik
Hellekis cementfabrik var en cementfabrik i Hällekis. Det grundades 1892 och lades ned 1978.
Hellekis cementfabrik har sitt ursprung i Hellekis AB, som bildades 1873 av Carl Skiöldebrand på Hönsäters säter. Under Skiöldebrands tid som ägare av bolaget, fram till hans död 1882, utarbetades detaljerade planer för en cementfabrik i Hällekis, men dessa förverkligades inte. År 1890 togs planerna upp igen, och företagets aktiekapital utökades genom att Carl Klingspor på Råbäck och Gilbert Hamilton på Hjelmsäter inträdde som majoritetsägare. 
Fabriken, grundad på den så kallade torrmetoden,  invigdes 1892. Först eldades med alunskiffer. Senare, övergick man till eldning med stenkol under ångpannorna. Detta fortsatte till år 1908, då hela anläggningen elektrifierades i samband med fabrikens ombyggnad och utvidgning.
Ett antal arbetarbostäder byggdes i Falkängen i Hällekis.  
År 1896 uppnåddes den planerade årstillverkningen av omkring 10 000 ton cement. Kapaciteten utökades efter hand, bland annat med den första roterande ugnen i Sverige efter 1906 från F.L. Smidth & Co i Köpenhamn. Fabrikens årskapacitet ökades därmed till 42 500 ton cement. 
År 1913 övertog Skånska Cement AB fabriken i Hällekis.
Fabriken tog kalk från "Stora stenbrottet" omkring fem kilometer söder om fabriken.

## Bildgalleri

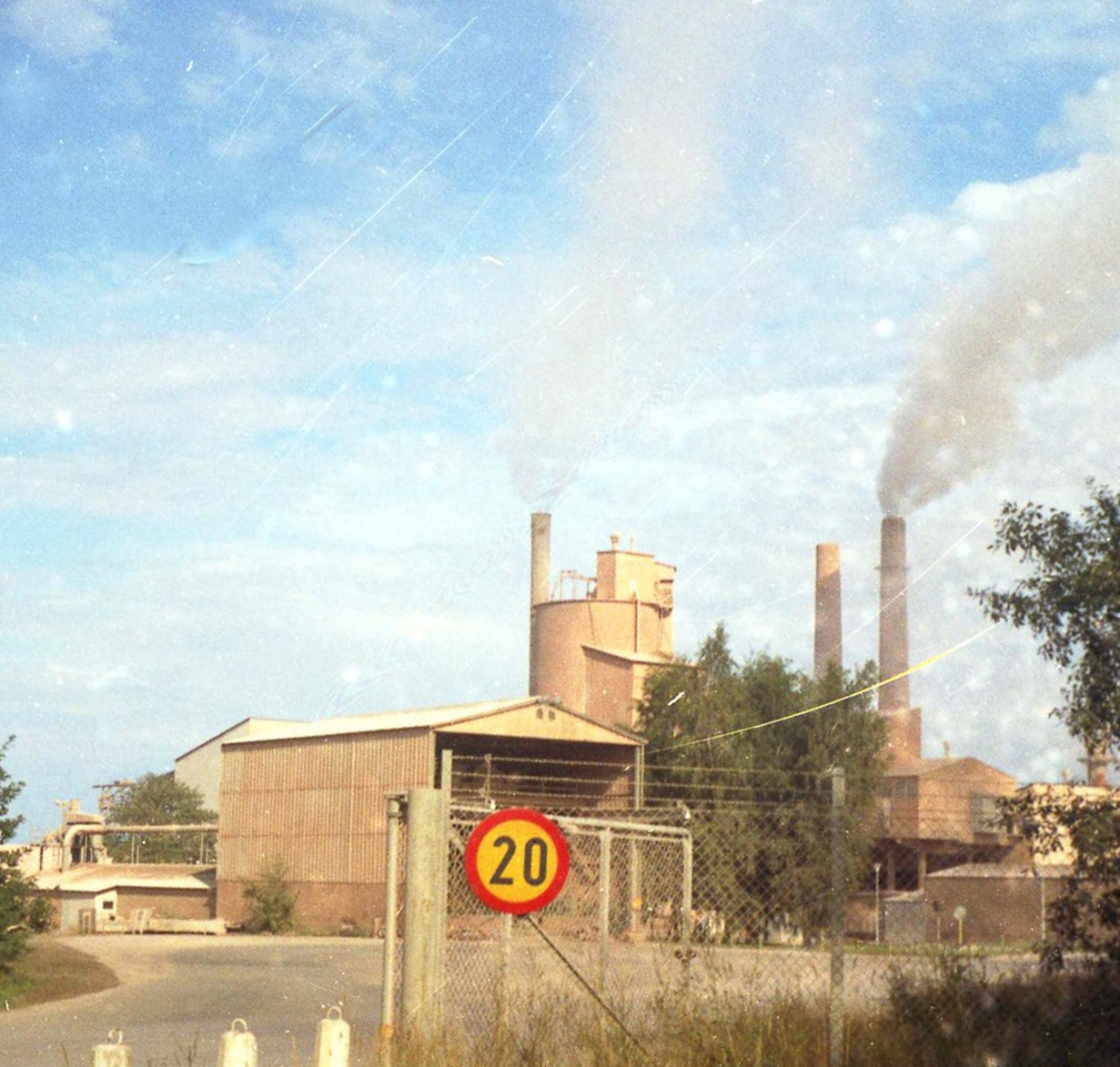
Cementfabriken 1967
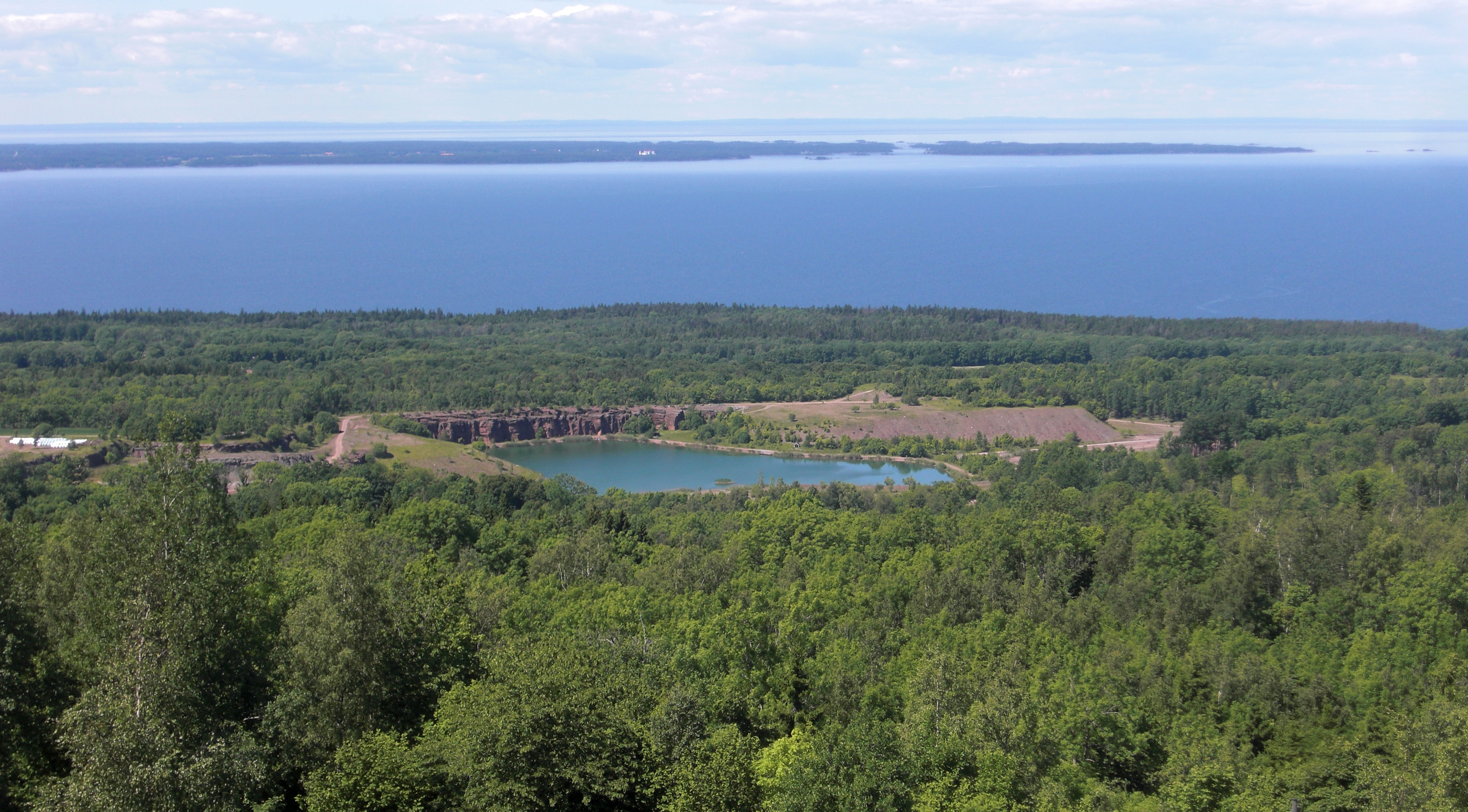
Kalkstensbrottet